# Gheorghe Potopeanu
Gheorghe T. Potopeanu, né le 15 avril 1889 à Târgoviște et décédé en 1966 à Bucarest, est un militaire et homme politique roumain, gouverneur de Transnistrie et ministre des finances de la Roumanie en 1944-1945.